# Neodontobutis aurarmus
Neodontobutis aurarmus is een straalvinnige vissensoort uit de familie van de zeegrondels (Odontobutidae). De wetenschappelijke naam van de soort is voor het eerst geldig gepubliceerd in 1995 door Vidthayanon.